# Roßlach
Roßlach ist ein Gemeindeteil von Wilhelmsthal im oberfränkischen Landkreis Kronach in Bayern.

## Geographie
Das Dorf liegt 10 km nordöstlich von Kronach entlang einer Hochfläche des Frankenwaldes in einer Höhe von rund 500 m ü. NHN. Roßlach ist eine Streusiedlung, die aus vielen einzelnen kleinen Siedlungseinheiten mit teilweise nur einem oder mehreren Anwesen besteht. Die einzelnen Siedlungskörper befinden sich an kleineren, früheren Flurwegen, die dann in kleineren Rodungsinseln im Wald oder auf Hochpunkten enden. Ein größerer Siedlungskern mit zentraler Funktion, Dorfplatz oder Ähnliches, ist nicht vorhanden.

## Geschichte
Roßlach entstand in der frühen Neuzeit als Streusiedlung bei der planmäßigen Besiedelung der Höhenlagen des Frankenwaldes. Die Ursprünge liegen mehr in der Holz- und Waldwirtschaft und nur in geringerem Umfang in der Landwirtschaft.
Gegen Ende des 18. Jahrhunderts gab es in Roßlach 9 Anwesen. Das Hochgericht übte das bambergische Centamt Kronach aus. Die Grundherrschaft über die 9 Söldengüter hatte das Kastenamt Kronach inne.
Der Ort ging durch den Reichsdeputationshauptschluss im Jahr 1803 zusammen mit den restlichen Gebieten des Hochstifts Bamberg in den Besitz des Kurfürstentums Bayern über. Mit dem Ersten Gemeindeedikt wurde Roßlach dem 1808 gebildeten Steuerdistrikt Friesen zugewiesen. Mit dem Zweiten Gemeindeedikt entstand 1818 die Ruralgemeinde Roßlach, zu der Eichenleithen, Kotschersgrund, Ludwigsland, Redwitzerhöh, Remschlitz und Winterleithen gehörten. Sie war in Verwaltung und Gerichtsbarkeit dem Landgericht Kronach zugeordnet und in der Finanzverwaltung dem Rentamt Kronach (1919 in Finanzamt Kronach umbenannt). Ab 1862 gehörte Roßlach zum Bezirksamt Kronach (ab 1939 Landkreis Kronach). Die Gerichtsbarkeit blieb beim Landgericht Kronach (1879 in das Amtsgericht Kronach umgewandelt). 1877 wurde Finkenflug von der Gemeinde Geuser nach Wilhelmsthal umgemeindet. Die Gemeinde hatte eine Fläche von 4,584 km².
Die im Ort befindliche Marienkapelle wurde am 3. Mai 1951, einem Himmelfahrtstag, nach zwei Jahren Bauzeit geweiht. Sie ersetzte eine schieferverkleidete Holzkapelle. Die Kapelle besteht aus Kalksteinen und hat ein Satteldach mit einem Dachreiter als Glockenturm.
Im Zuge der Gebietsreform in Bayern wurde die Gemeinde Roßlach am 1. Januar 1978 nach Steinberg eingemeindet. Am 1. Mai 1978 folgte die Eingliederung von Steinberg nach Wilhelmsthal.

### Einwohnerentwicklung
Gemeinde Roßlach
| Jahr | Einwohner | Häuser | Quelle |
| ---- | --------- | ------ | ------ |
| 1840 | 189       |        | [ 10 ] |
| 1852 | 186       |        | [ 10 ] |
| 1855 | 189       |        | [ 10 ] |
| 1861 | 197       |        | [ 11 ] |
| 1867 | 207       |        | [ 12 ] |
| 1871 | 185       | 29     | [ 13 ] |
| 1875 | 182       |        | [ 14 ] |
| 1880 | 172       |        | [ 15 ] |
| 1885 | 188       | 32     | [ 16 ] |
| 1890 | 161       | 32     | [ 17 ] |
| 1895 | 152       |        | [ 10 ] |
| 1900 | 159       | 30     | [ 18 ] |

| Jahr | Einwohner | Häuser | Quelle |
| ---- | --------- | ------ | ------ |
| 1905 | 173       |        | [ 10 ] |
| 1910 | 187       |        | [ 19 ] |
| 1919 | 193       |        | [ 10 ] |
| 1925 | 195       | 29     | [ 20 ] |
| 1933 | 192       |        | [ 10 ] |
| 1939 | 185       |        | [ 10 ] |
| 1946 | 197       |        | [ 10 ] |
| 1950 | 221       | 34     | [ 21 ] |
| 1952 | 215       |        | [ 10 ] |
| 1961 | 229       | 39     | [ 7 ]  |
| 1970 | 238       |        | [ 22 ] |

Dorf Roßlach
| Jahr      | 001818 | 001861 | 001871 | 001885 | 001900 | 001925 | 001950 | 001961 | 001970 | 001987 |
| Einwohner | 52     | 74     | 71     | 66     | 63     | 71     | 80     | 133    | 89     | 85     |
| Häuser    | 12     |        |        | 12     | 11     | 11     | 14     | 23     |        | 19     |
| Quelle    | [ 6 ]  | [ 11 ] | [ 13 ] | [ 16 ] | [ 18 ] | [ 20 ] | [ 21 ] | [ 7 ]  | [ 22 ] | [ 1 ]  |

## Religion
Der Ort ist römisch-katholisch geprägt und nach St. Georg in Friesen gepfarrt, ursprünglich eine Filiale von St. Johannes der Täufer in Kronach.